# Roundell Palmer, 1. Earl of Selborne

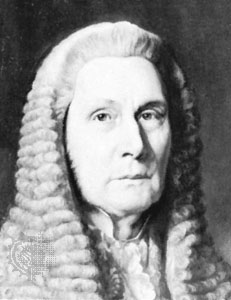
Roundell Palmer, 1. Earl of Selborne

Roundell Palmer, 1. Earl of Selborne PC (* 27. November 1812 in Mixbury, Oxfordshire; † 4. Mai 1895) war ein britischer Anwalt und Politiker.

## Leben
Er besuchte die Rugby School und das Winchester College. Seinen Abschluss an der Universität Oxford erlangte er 1834 und erhielt seinen Master-Abschluss im Jahre 1836. Dort lernte er auch seinen Freund Frederick William Faber kennen. 1837 wurde er als Anwalt zugelassen.
1847 wurde er Mitglied des Unterhauses und half bei der Gründung der Liberalen Partei 1859 mit. Unter Henry Temple diente er als Solicitor General zwischen 1861 und 1863 sowie als Attorney General zwischen 1863 und 1866.
Unter William Ewart Gladstone wurde er 1872 Lordkanzler und zum Baron Selborne, of Selborne in the County of Southampton, erhoben. Von 1880 bis 1885 war er erneut Lordkanzler unter Gladstone und wurde 1882 zum Earl of Selborne und Viscount Wolmer, of Blackmoor in the County of Southampton, erhoben.

## Familie
Selborne heiratete 1848 Lady Laura, Tochter von William Waldegrave, 8. Earl Waldegrave. Deren Sohn William Palmer, 2. Earl of Selborne wurde später ein bekannter Politiker der Unionisten.